# 東大沼多目的グラウンド
東大沼多目的グラウンド（ひがしおおぬまたもくてきグラウンド）は、北海道亀田郡七飯町にある運動場。愛称は「トルナーレ」（イタリア語で「おかえり」の意味）。

## 概要
旧町営国民宿舎ユートピア大沼の野球場と陸上競技場跡地に整備。2000年（平成12年）にシドニーオリンピックサッカー日本代表の直前合宿地に選ばれ、Jリーグ（日本プロサッカーリーグ）加盟のチームも合宿を行うなど、北海道内有数の合宿地となっている。

## 施設
- 天然芝グラウンド2面（サッカー・ラグビー利用可能）
- クラブハウス
  - 木造2階建、延床面積212 m²[9]
  - ロッカールーム、会議室、ギャラリー[9]
- 使用期間：5月から10月
- 使用時間：9:00 - 17:00
- 利用料金：1時間2,100円（1面）

## 参考資料
- “七飯町民グラウンド設置条例”. 七飯町例規集.  七飯町. 2016年1月22日閲覧。
- “七飯町民グラウンド設置条例施行規則”. 七飯町例規集.   七飯町. 2016年1月22日閲覧。
- “七飯トルナーレ（七飯町東大沼多目的グラウンド）” (PDF). はこだてコンベンションガイド.  函館市. 2016年1月22日閲覧。
- “東大沼多目的グラウンドクラブハウス” (PDF).  北海道. 2016年1月22日閲覧。